# Piper Willis
Piper Willis es un personaje ficticio de la serie de televisión australiana Neighbours, interpretada por la actriz Mavournee Hazel desde el 16 de septiembre del 2015 hasta el 3 de abril del 2019.

## Biografía
Piper es la hija menor de Brad Willis y Terese Willis, y durante los últimos años ha estado estudiando en Canadá, Terese decide ir a visitarla en mayo del 2015. 
En septiembre del 2015 se muda a Erinsborough para estar con su familia, luego de descubrir que su padre estaba teniendo una aventura. El día después de llegar Lauren Turner le pide un consejo sobre una tarifa de un autobús, sin saber que Piper era la hija de Brad Willis el hombre con el que Lauren estaba teniendo una aventura. Poco después Piper conoce a su media hermana Paige Novak.
Mientras se encuentra actualizando su vloger, conoce a Ben Kirk y pasan el día juntos, más tarde recibe un mensaje de su exnovio, Chas pero no le cuenta nada a Ben; más tarde tiene un enfrentamiento con su hermana Imogen Willis luego de acusarla de no conocerla, diciéndole que ella había cambiado mientras estuvo lejos.
Cuando su padre le dice que ha decidido mudarse con Lauren, Imogen hace que tanto Piper como su otro hermano Josh prometan que no van a ir a visitarlo ahí, sin embargo, Piper rompe el pacto lo que ocasiona que tenga una pelea con Imogen. Piper comienza a sentirse aislada por su familia y cuando ellos le regalan un tarro con recuerdos deliberadamente la destruye.
Cuando Ben regresa a Erinsborough, Piper está feliz de verlo, sin embargo, cuando descubre que había pasado tiempo con Emma, su exnovia, Piper lo confronta y le dice que no debería de pasar tiempo con ella luego de que le causara mucho dolor en el pasado al publicar fotos de él desnudo en internet; poco después finalmente Piper le cuenta a Ben la razón por la cual había roto con Chas antes de irse de Canadá.
Cuando un incendio comienza en la escuela local "Erinsborough High" varios de los residentes quedan atrapados, sin embargo, Ben y Piper logran escapar sólo con problemas para respirar luego de haber inhalado humo, sin embargo, su madre, Terese queda atrapada y luego es enviada urgentemente al hospital en donde le realizan injertos de piel luego de quemarse. Cuando Piper descubre que su padre había salvado a Lauren primero y había dejado a su madre adentro del edificio lo confronta y se distancia de él y las cosas no mejoran cuando Ben le confiesa que él había sido el responsable de iniciar el incendio. Piper comienza a sentirse culpable ya que ella bromeando había animado a Ben a poner los aspersores, asustada por cómo su familia fuera a reaccionar, Piper le dice a Ben que huiría y él decide ir con ella.